# Vinny Appice
Vincent "Vinnie" Appice (Brooklyn, Nueva York, 13 de septiembre de 1957) es un baterista estadounidense, reconocido principalmente por su trabajo en las bandas Dio, Black Sabbath y Heaven and Hell. Es el hermano menor del también baterista Carmine Appice, quien perteneció a Vanilla Fudge e integró el trío Beck, Bogert & Appice.

## Carrera
Appice se unió a Black Sabbath en 1980 durante la gira del álbum Heaven and Hell y después participó en la grabación del disco Mob Rules de 1981 y en el directo Live Evil de 1982. Tras la salida de Ronnie James Dio de Black Sabbath, Appice lo acompañó en su carrera en solitario, grabando los discos Holy Diver (1983), The Last in Line (1984), Sacred Heart (1985), Intermission (1986), y Dream Evil (1987). Appice abandonó la banda en diciembre de 1989.
Retornó en 1992 a Black Sabbath nuevamente junto a Dio, para grabar el álbum Dehumanizer. Nuevamente formó parte de la banda Dio tocando en los discos Strange Highways (1994), Angry Machines (1996) y Inferno - Last in Live (1998).Fue brevemente baterista de John Lennon, casi a finales de los '70.

## Discografía

### Axis
- It's A Circus World (1978)

### Black Sabbath
- Mob Rules (1981)
- Live Evil (1982)
- Dehumanizer (1992)
- Black Sabbath: The Dio Years (2007)
- Live at Hammersmith Odeon (2007)

### Heaven and Hell
- Live from Radio City Music Halll (2007)
- The Devil You Know (2009)

### Dio
- Holy Diver (1983)
- The Last in Line (1984)
- Sacred Heart (1985)
- Intermission (1985)
- Dream Evil (1987)
- Strange Highways (1994)
- Angry Machines (1996)
- Inferno - Last in Live (1998)

### Rick Derringer
- Derringer (1976)
- Sweet Evil (1977)
- Derringer Live (1977)

### World War III
- World War III (1990)

### Power Project
- Dinosaurs (2006)

### 3 Legged Dogg
- Frozen Summer (2006)